# 「男」
「男」（おとこ）は、1993年9月22日にEPIC・ソニーから発売された久宝留理子9枚目のシングル。規格品番はESDB-3398。

## 解説
三貴「カメリアダイアモンド」CFソング。デビューから3年半にしてオリコン週間チャート初のシングルTOP100位入りを達成。50万枚以上の売上を記録。本作より表題曲のオリジナル・カラオケを収録（次作「薄情」は除く）。レコチョクではオリジナル・カラオケも配信。『第44回NHK紅白歌合戦』に初出場。タイアップ先に因み、三貴「カメリアダイアモンド」より提供された宝石を身につけ、ステージに立ち歌唱した。

## カバー
2013年、倖田來未が自身のカバーアルバム『Color the Cover』に同曲を収録した。
2013年、Acid Black Cherryが自身のカバーアルバム「Recreation 3」に収録した。
2014年、柴田あゆみが自身のカバーアルバム「kick start」に同曲を収録した。

## 収録曲
1. 「男」
  - 作詞：久宝留理子　作曲：伊秩弘将　編曲：是永巧一
2. Non Stop Seven Days
  - 作詞・作曲：久宝留理子　編曲：小倉博和
3. 「男」（オリジナル・カラオケ）